# ザ・タイマーズ
THE TIMERS（ザ・タイマーズ）は日本のロックバンド。
忌野清志郎に"よく似ている人物"ZERRYが率いる4人組の覆面バンド。「ロックとブルースと演歌とジャリタレポップスのユーゴー」をコンセプトに結成されたバンドという設定であり「RCなんかあんまり好きじゃない」と発言している。

## 概要
バンドブームが賑やかな1988年から1989年にかけて、ライブイベントや学園祭にゲリラ的に出没。シンプルなアコースティック楽器の4ピースバンドながら、土木作業員風衣装に全共闘学生運動を思わせるヘルメットやフェイスマスクでの奇妙な出で立ちや、権威をおちょくる風刺的な曲で異彩を放つ。
インディーズ路線と思いきや、1989年10月に大手の東芝EMIからメジャーデビューし、歌番組出演で放送事故すれすれの際どいパフォーマンスを行う（後述）。活動停止状態を経て1994年に突如復活し、新曲発売やツアーを行う。そして2005年、忌野清志郎35周年記念公演にシークレット・ゲストで出演し、新曲を披露。バンドは現在進行形であることをアピールした。
モンキーズの「デイドリーム」を日本語カバーしたデビューシングル「デイ・ドリーム・ビリーバー」（1989年）は、エースコックのスーパーカップCMソングに使われヒットした。また、2006年にサントリーモルツ、2011年はセブンイレブンのCMでも使用され、さらに多くのミュージシャンにカバーされるなど、原曲の日本語版の歌詞として確立されている。

## メンバー
ZERRY（ゼリー）
リードボーカル、ギター、ハーモニカ担当。RCサクセションの忌野清志郎に似た人物という設定。
TOPPI（トッピ）
ギター、バックボーカル担当。MOJO CLUBの三宅伸治に似た人物という設定。
BOBBY（ボビー）
ウッドベース担当。ヒルビリー・バップスの川上剛に似た人物という設定。
PAH（パー）
ドラムス担当。MOJO CLUBの杉山章二丸に似た人物という設定。
ザ・タイガースのパロディバンドということになっており、バンド名も同バンドをもじって付けられた。各メンバーの名前もジュリー（沢田研二）、トッポ（加橋かつみ）、サリー（岸部一徳）、ピー（瞳みのる）を思わせる。一方、「タイマーズ」には「大麻（たいま）」の隠語というニュアンスも含まれており、当初は「マヤクズ」、「ヘロインズ」という、より直接的なバンド名も候補として挙がっていた。「TIMERSのテーマ」では「Timerが大好き」「可愛い君とトリップしたいな」という歌詞がある。
メンバー全員が土木作業の現場作業員であったと称し、いわゆるドカヘル（土木作業用のヘルメット）を被り、土方ジャンパー(ドカジャン)、法被にニッカボッカと地下足袋という服装 で、「現場でサボって音を鳴らしているうちに出来上がった」バンドとして登場した。しかし、乱雑にステッカーを貼ったヘルメット（ゲバヘル）、サングラス、手ぬぐいで素顔を隠したゼリーの風貌は学生運動を行う新左翼活動家のパロディにも見えた。また、レコード会社の社員10数人も同様の格好をしてプロモーションを行い、メンバーの人数を錯覚させるように何パターンもの宣材写真を撮り、マスコミに適当に配ったりしていた。
なお、活動時には「○○に似た人物」という設定で通していたが、後年のメンバーや関係者の証言 などで本人であることは公然の事実となっている。タイマーズ結成当時、忌野は『COVERS』発売中止騒動（後述）の渦中にあった。MOJO CLUBとして活動していた三宅と杉山は、タイマーズと同じ1989年10月11日にメジャーデビューシングルをリリースした。杉山はのちに川上が所属するヒルビリー・バップスにも参加した。MOJO CLUBとヒルビリー・バップスはアマチュア時代から対バン経験があり、担当ディレクターも同じく森川欣信（森川はそれ以前にRCも担当していた）という縁があった。また三宅・川上・杉山は、のちに忌野のソロ活動時のバックバンド「Screaming Revue」のメンバーとしても活動している。

## 略歴

### 結成と活動開始
1988年夏、RCサクセションがリリースする予定だった反原発の内容を含んだシングル「ラヴ・ミー・テンダー」とカバーアルバム『COVERS』を東芝EMIが発売中止にした。8月15日にキティレコードから両作品が発売され、『COVERS』はオリコン1位を獲得したが、ラジオのFM東京(現・TOKYO FM)や地方の系列局でもオンエアを自粛する動きが生じた。忌野清志郎は抗議の意味でゲリラ・ライヴを計画するも、RCメンバーの賛同を得られなかったことがタイマーズ結成のきっかけとなった。TOPPIは忌野の個人運転手係やRCの裏方を長く経験していた人物で、次に召集されたBOBBYとPAHはTOPPIのバンド仲間であった。
同年8月3日、富士急ハイランドのイベントでアン・ルイスのライブに乱入し、ライヴ・デビュー。当初の目的である8月5日、6日に行なわれる「広島平和コンサート」への飛び入りのリハーサルを兼ねての出演だった。覆面バンドの為、最後まで正体がわからない観客も多かった。
8月6日の「広島平和コンサート」序盤、バンド転換の合間に飛び入りで登場。イベント・プロデューサーである山本コウタローに向けた「偽善者」、「ロックン仁義」等タイマーズの定番曲の他、RCサクセションの発売中止シングルの両面「ラヴ・ミー・テンダー」「サマータイム・ブルース」等を演奏。この模様はNHK衛星第1放送（BS1）で生中継された。11月は学園祭ライヴに多数出演。1日に3つの大学を廻る日もあった。横浜国立大学ではけが人が出るほどの騒ぎとなった。
1989年1月の『パレスチナ独立記念パーティー』への出演以外活動はなかったが、前年から録音されていたデモテープの流出もあり（ゼリー本人が関係者に配っていたもの）、アルバムの製作をロンドンで行なう。
前年に続いて8月5日『広島平和コンサート』に出演。今回は飛び入りではなく予定されていたもの。この日の演奏から「Long Time Ago」がビデオ発売された。
10月11日、ファーストシングル「デイドリーム・ビリーバー」を発売しオリコン週間2位を獲得。11月8日にファーストアルバム『TIMERS』、12月13日にセカンドシングル「ロックン仁義」をリリース。12月31日から翌年1月1日にかけて幕張メッセイベントホールで行われたライヴ・イベント「R&R BAND STAND（ロックンロール・バンドスタンド）」に出演した。
翌年、ビデオ発売の予定もあったが、期間限定活動を終えていたこと、RCサクセション20周年キャンペーンとの兼ね合いで製作中止となった。

### 「FM東京」事件
タイマーズはデビューシングル「デイドリーム・ビリーバー」発売直後の1989年（平成元年）10月13日、フジテレビの音楽番組「ヒットスタジオR&N」に出演した。予定曲目は「タイマーズのテーマ」→「偽善者」→「デイドリーム・ビリーバー」→「イモ」→「タイマーズのテーマ（エンディングバージョン）」の順であったが、1曲目を歌い終えて画面に2曲目の「偽善者」のテロップが出た所で、バンドは未発表曲を突然演奏し始めた。この曲はロックンロール調の軽快なテンポながら、歌詞ではFM東京とFM仙台を以下のように名指しして過激に罵倒するもので、女性器を指す放送禁止用語も含まれていた。
曲中には司会の古舘伊知郎とGWINKOが突然の事態に困惑する表情や永井真理子や伊東たけしなど出演者が驚き笑う様子も映された。曲が終わるとメンバーは何事もなかったかのように3曲目の「デイ・ドリーム・ビリーバー」以降の予定曲を演奏。
演奏終了後に古舘は「放送上不適切な発言があったようでございます。お詫びして訂正させて頂きます」とカメラに向かって述べ、「2曲目はリハーサルとはそっくり差し替えてくれましたですね」とメンバー達に言い、罵倒ソング演奏を番組は事前に知らなかった旨を述べた。なおその後メンバーと話す過程でZERRYがGWINKOにセクハラもはたらいている。
この曲は、ZERRYの友人・山口冨士夫との共作でZERRY が作詞を担当したティアドロップスの曲「谷間のうた」が、FM東京とFM仙台で放送禁止にされたことと、タイマーズの「土木作業員ブルース」が放送禁止、放送自粛にされたことに対する抗議曲であった。後に、メンバーのTOPPIこと三宅は「番組に出るときに『ボス（注：ZERRY(忌野清志郎)）、何かやらかしますか?』って言ったんです」と語り、PAHこと杉山章二丸は「前日にボスの所に行って、山口冨士夫さんのラジオの問題があって頭にきた、と。それで誰も入れない4人だけの所で話し合って。スタッフすら誰も知らない状態で決行したということで」と語っている。また、東芝EMIの宣伝担当だった高橋 Rock Me Babyは「あれをやる前に、北海道のフェスであの曲（「FM東京」）をやっていますので」と述べている。そして「ヒットスタジオR&N」ではリハーサルの時にタイマーズが古舘伊知郎の名を26回ほど（古舘の談）連呼していたことで司会の古舘も「絶対ダミーの曲だ」と不穏な空気を感じ、リハーサル後に司会として責任があるからとタイマーズの楽屋に行って本番で何か言うのかと訊いたが「古舘ちゃん大丈夫、迷惑かけないから。俺も大人だよ」と返されたことで半信半疑のまま本番を迎えたと話している。
放送後には、この行為が新聞に掲載される などメディアでも話題となった。地方局での放送ではノーカットで放送した地域もあれば、タイマーズ出演部分のみ過去放送分に差し替えるなどすることで対応した地方局もあった。FM東京はタイマーズのこの行為への報復措置として、同じ東芝EMIに所属する松任谷由実の発売直前のアルバムであった『LOVE WARS』の曲を一切放送しないということを東芝EMIに通知、またフジテレビはタイマーズに対して3年間の出入り禁止措置をとった。CSフジテレビTWOでの通常再放送では、該当部分をカットして放送されていたが、2009年の忌野追悼番組では自主規制音で該当箇所を消去した上で放送された。
後にZERRY（忌野）はこの行為について「実はテレビ局は大喜びだったんですよ。怒られるかなと思ったけど、プロデューサーとかニコニコしてました。苦情が殺到して反響があったって…」と述べている。PAH（杉山）は2014年に「演奏が終わった後はどんな気持ちだったか」という質問を受けた際「いや、意外と自然というか。そんなに大きな問題だと思ってなかったかなあ。後で映像も見ましたけど、特別な感情は無かったですね。」と語っている が、2017年初出のインタビューでは「ドラムを叩きながら、現場がわたわたしているのを見ているのは楽しかったですね。不謹慎ですけど、ドラムを叩きながら笑いそうになったんです。（中略）うわあ、みんな動いている、えらいことになるかもしれないぞと（笑）」と述べている。TOPPI（三宅）も「最高でしたね（笑）。演奏しながら、テレビカメラの向こうに、いろんな人が走り回ってるのが見えた。あんな光景は見たことなかったです。」と振り返っている。
司会を務めた古舘伊知郎は、ZERRY（忌野）が死去した直後、文藝春秋『週刊文春』のインタビューで「今でも鮮明に覚えているのは、リハーサルからガンガン過激な歌を歌っているわけですよ。ある曲でずーっと『フルタチイチロー』と連呼しているわけですよ(後年に古舘がYouTubeに投稿した動画では「(本人のカウントでは）26回にわたり『フルタチイチロー　お喋りで」等のラップみたいな何だかわかんない歌詞を連呼しており、司会者の勘としては当たり前だけど『古舘伊知郎』はダミーで当て込んだ言葉だとすぐにわかった」と述べている)。様子がおかしいぞ、と。リハーサルからイヤな予感がして楽屋を訪ねたんです。『気持はわかるけど、なんとか放送コードの範囲内でやってほしい』とお願いした」、「忌野は『古舘サンが言うから気をつける。だけどやりたいことはやるんで許してほしい』と曖昧なままで終わってしまった」、「結局、差し替えられて、半分ムカつきもしたが、アッパレというのもあった。終わってから（忌野が）謝ってきたが『古舘さんだから安心してできた』なんていうから、怒っている方がバカみたいになった。」と当時のことを回想している。
なおこの放送から約1年後、FM東京はステーションネームをTOKYO FMに変更している。
10月11日リリースのシングル「デイ・ドリーム・ビリーバー」はエースコックのスーパーカップのCMソングに起用されたが、直後のライブにてクライアントであるエースコックを誹謗する楽曲を披露している。この楽曲は上述の「FM東京の曲」の歌詞違いであった。
大晦日の「R&R BAND STAND（ロックンロール・バンドスタンド）」には始末書持参で出演。このライヴもNHKによって生中継され、「FM東京の歌」の歌詞を変えた「バンドスタンドの歌」や「明星即席ラーメン」が放送されたが、ZERRYが「グラッチェ、グラッチェ」と言い終わるといきなり中継会場からスタジオに切り替えられた。

### 活動再開
1994年、福岡市にて翌年ユニバーシアードが開催されることを記念したコンサートが開催され、タイマーズのほかには財津和夫、南こうせつ、中西圭三らが出演し、タイマーズはトリとして出演予定であった。当時福岡市は異常な渇水に見舞われており、5日後には断水に突入する予定だった（平成6年渇水も参照）。午後9時前にタイマーズが登場、しかしタイマーズの登場前に女性スタッフが「福岡市渇水対策本部からの連絡です。江川ダムでトラブルが発生、完全断水に入るのでコンサートも中止します」という内容のアナウンスを流した結果、動揺した観客約1,000名が急遽退出、帰宅してしまい、市の水道局にも問い合わせの電話が殺到した。
タイマーズが参加するライブでは、出番前に「〇〇の事情により、タイマーズは出演中止となりました」という場内アナウンスが流れ、そのあと本人たちが「勝手に中止にするんじゃねぇ」と怒りながら登場するというお約束のパターンがあった。しかし、この時はジョークに聞こえないほど渇水が問題になっており、過去の「FM東京事件」の経緯もあって、全国紙にも掲載されワイドショーやスポーツ紙などでも相当な批判を浴びた。後にPAHはそのことについて「いや、もう大変でした。あれは凄かったですよ。演奏する前に『断水です』とか言っちゃったらみんな帰っちゃったんですよ。『うわ、ヤバいこれはマジだよ』とかって。でも少しガッツポーズというか『やった、本当に帰った！』って」、「うちらは一切怒られないです。周りは色々問題あったと思うけど」と語っている。
この騒動に対し福岡市は猛抗議し、事務所とタイマーズのメンバーによる連名の謝罪文提出により事態は終息を迎えた。ところがタイマーズは1ヶ月後に大阪でのコンサートで「謝罪文なんて書いてねえよ。福岡市がスタッフを脅して、タイマーズの名前を使って書いたんだ」という内容の楽曲を披露し、再び福岡市を激怒させたといわれる。また清志郎は後に日比谷野音でのライブで「謝って済むことなら」という曲を披露している。
1995年4月8日、タイマーズとして結果的にラストシングルとなった「サヨナラはしない」が発売。同年1月に起きた阪神・淡路大震災の被災者にエールを送るチャリティシングルであり、収録された全曲が同震災をモチーフにした内容であった。印税は義援金として泉谷基金を経由し被災地に寄付された。表題曲はテレビ朝日系夕方ニュース番組「ステーションEYE」エンディングテーマのタイアップがついた一方で、カップリングには「ヘリコプター」という同震災に対するマスメディアの報道姿勢などを批判する内容の楽曲が収録され、この曲のみ歌詞カードに歌詞が記載されなかった。

### その後
2005年3月2日から5日にかけて、渋谷パルコで行われたプレミアムライブ『2005★GOD Presents ROMANCE GRAY35』にて復活を遂げる。同ライブを収録したDVDには、「タイマーズのテーマ」「偽善者」「ドアをあけろ」「イモ」「エンディング」が収められている。
2016年9月9日に、蔵出し音源と秘蔵映像を収録したCD2枚組+DVDの『THE TIMERS スペシャル・エディション』が11月23日に発売されることが発表された。
2024年7月31日、未発表曲などを新たに収録した3CDおよび3LPの『THE TIMERS 35周年祝賀記念品』が11月6日に発売されることが発表された。後に発売日が11月13日に変更され、同日発売された。同年10月1日には発売記念イベントとして2025年1月31日に「不法集会」と題したライブ映像上映およびトークイベントをTOKYO FM HALLで開催することが発表された。同イベントの内容については「偏った内容が予想される」として録画、録音およびSNSへの書き込みが禁止となっている。

## ディスコグラフィ

### シングル
|                     | 発売日              | タイトル                   | カップリング                                               | 最高順位            |
| 東芝EMI / EASTWORLD | 東芝EMI / EASTWORLD | 東芝EMI / EASTWORLD        | 東芝EMI / EASTWORLD                                        | 東芝EMI / EASTWORLD |
| ------------------- | ------------------- | -------------------------- | ---------------------------------------------------------- | ------------------- |
| 1st                 | 1989年10月11日      | デイ・ドリーム・ビリーバー | 3部作 (イ 人類の深刻な問題 ロ ブーム ブーム ハ ビンジョー) | 2位                 |
| 2nd                 | 1989年12月13日      | ロックン仁義               | 企業で作業                                                 | 28位                |
| 2nd                 | 1989年12月13日      | ロックン仁義               | ダイナ (嫌煙のダンナ)                                      | 28位                |
| 3rd                 | 1995年4月8日        | サヨナラはしない           | スウィート・ヒッチ・ハイカー                               | 62位                |
| 3rd                 | 1995年4月8日        | サヨナラはしない           | ヘリコプター                                               | 62位                |

### アルバム
|                                      | 発売日              | タイトル                            | 最高順位            |
| 東芝EMI / EASTWORLD                  | 東芝EMI / EASTWORLD | 東芝EMI / EASTWORLD                 | 東芝EMI / EASTWORLD |
| ------------------------------------ | ------------------- | ----------------------------------- | ------------------- |
| 1st                                  | 1989年11月8日       | THE TIMERS                          | 3位                 |
| LIVE                                 | 1995年4月26日       | 復活!! The Timers                   | 19位                |
| SWIM RECORDS                         |                     |                                     |                     |
| LIVE                                 | 1995年4月30日       | 不死身のタイマーズ                  | 圏外                |
| ユニバーサルミュージック / EASTWORLD |                     |                                     |                     |
| 企画                                 | 2016年11月23日      | THE TIMERS スペシャル・エディション | 14位                |
| 企画                                 | 2024年11月13日      | THE TIMERS 35周年祝賀記念品         | 21位                |

### ビデオ
|              | 発売日        | タイトル           | 最高順位     |
| SWIM RECORDS | SWIM RECORDS  | SWIM RECORDS       | SWIM RECORDS |
| ------------ | ------------- | ------------------ | ------------ |
| 1st          | 1995年4月30日 | 不死身のタイマーズ | 圏外         |

### タイアップ
| 曲名                       | タイアップ                                      |
| -------------------------- | ----------------------------------------------- |
| デイ・ドリーム・ビリーバー | エースコック「スーパーカップ」CMソング          |
| デイ・ドリーム・ビリーバー | サントリー「サントリーモルツ」CMソング          |
| デイ・ドリーム・ビリーバー | セブン-イレブン CMソング                        |
| サヨナラはしない           | テレビ朝日『ステーションEYE』エンディングテーマ |

## その他
- アン・ルイスのライブ乱入という形で行われた初ライブの際、演奏が走ってしまったことを川上と杉山が謝罪した際、忌野は「何言ってんだ。バンドなんだから、いっしょに走ればいいだろ」と答えたという。川上はその言葉を聞き「一生この人についていこうと思いました」と回顧している[24]。
- 1989年に最初の活動を終えた後、忌野は「結局何も変わらなかった」「怒りでなにかを歌ってもむなしいだけ」と失望して[25] 活動を休止していた模様だが、1994年に再結成。一部の楽曲は後に忌野の持ち歌となっている。
- 「村井」（未発表）、「あこがれの北朝鮮」、「牛肉オレンジ」、「拉致」、など当時の情勢を歌ったものも多くある。
- 「外国人のアーティスト」（未発表）、「バンドスタンド」、「細川護煕」、「泉谷しげる」（「外国人のアーティスト」以外は上述のFM東京罵倒ソングの替え歌。）など自分の嫌いなものを歌ったものも多くある。